# Bistum Palai
Das Bistum Palai (lat.: Dioecesis Palaiensis) ist ein Bistum der mit der römisch-katholischen Kirche unierten syro-malabarischen Kirche mit Sitz in Pala (Palai) in Indien. Es umfasst das Taluk Meenachil und einige Dörfer des benachbarten Taluks in Kottayam im indischen Bundesstaat Kerala.

## Geschichte
Papst Pius XII. gründete es mit der Apostolischen Konstitution Quo Ecclesiarum am 25. Juli 1950 aus Gebietsabtretungen der Eparchie Kottayam und unterstellte es dem Erzbistum Ernakulam als Suffraganbistum.
Am 29. Juli 1956 wurde es ein Teil der Kirchenprovinz der Erzeparchie Changanacherry.

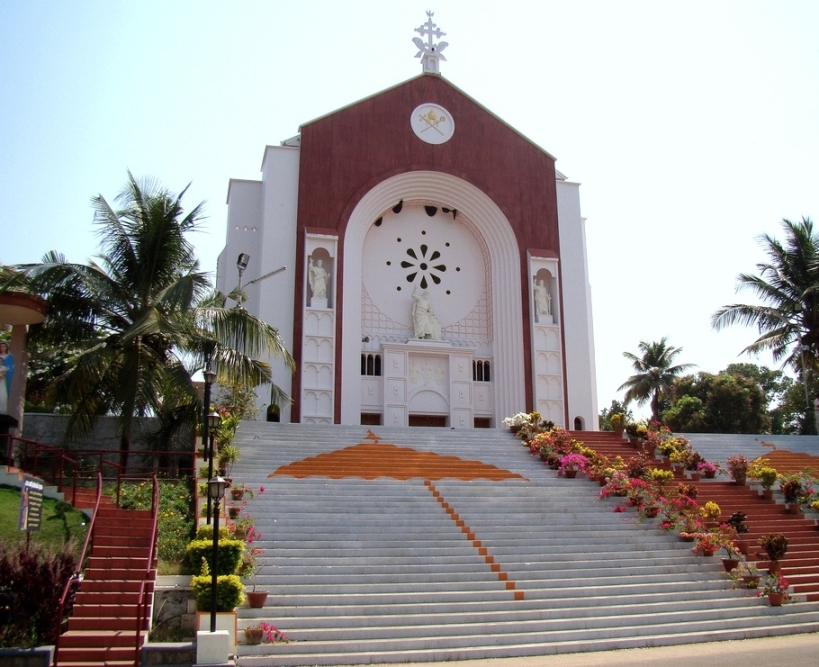
Kathedrale St. Thomas in Pala

## Bischöfe von Palai
- Sebastian Vayalil (25. Juli 1950–1981)
- Joseph Pallikaparampil (6. Februar 1981–18. März 2004)
- Joseph Kallarangatt (seit 18. März 2004)